# Constantin Silvestri
Pour les articles homonymes, voir Silvestri.
Constantin Silvestri, né le 31 mai 1913 à Bucarest et mort le 23 février 1969 à Londres, est un pianiste, compositeur et chef d'orchestre britannique, d'origine roumaine.

## Biographie
Constantin Silvestri apprend le piano et l'orgue très jeune et entre au Conservatoire de Bucarest, où il étudie notamment le piano avec Fiorica Muzicescu ainsi que la composition avec Mihail Jora et Constantin Brailoiu, jusqu'en 1935. Il fait ses débuts à la direction d'orchestre dès 1930, avec l'orchestre de la radio de Bucarest, dans Le Sacre du printemps et une de ses compositions, Toccata. Après ses études, il est pianiste, répétiteur à l'Opéra, puis nommé chef d'orchestre de 1939 à 1944.
En 1946, il dirige le Philharmonique de Bucarest, jusqu'en 1953 et enseigne au Conservatoire dès 1948, formant le département de direction. Parmi ses élèves figurent Sergiu Comissiona, Marius Constant, Anatol Vieru, Iosif Conta et Edgar Cosma. Puis il est directeur artistique de l'Opéra national roumain, où il présidera, entre autres, à la création roumaine de l’Œdipe de Georges Enesco en 1958, et de l'Orchestre symphonique national de la Radio roumaine (1958–1959). Il est invité dans les grands centre musicaux d'Europe, Tchécoslovaquie, Hongrie et à Moscou. 
Il quitte la Roumanie pour s'installer à Paris en 1959. Il dirige pour la première fois l'Orchestre philharmonique de Londres en 1957. Il est nommé chef principal de l'Orchestre symphonique de Bournemouth en 1961 et jusqu'à sa mort. Il en fait une formation de niveau international et mène une carrière de chef invité dirigeant les orchestres les plus réputés et les solistes internationaux les plus célèbres.
En 1963, il fait ses débuts à Covent Garden, avec La Khovanchtchina.
Il obtient la citoyenneté britannique en 1967.

## Compositions
Constantin Silvestri laisse une Toccata pour orchestre (notamment enregistrée par George Georgescu en 1958) et une quarantaine de pièces, trois quatuors à cordes (1944) ainsi que deux sonates pour violon et d'autres pièces de musique de chambre, dont une sonate pour harpe.

## Créations
- Paul Constantinescu, Nasterea Domnului, oratorio (1947)
- Paul Constantinescu, Concerto pour orchestre à cordes (1956)
- Ion Dumitrescu, Concerto pour orchestre à cordes (1956)
- Anatol Vieru, Concerto pour orchestre no 1 (1956)
- Marcel Mihalovici, Ouverture tragique (1958)
- Georges Migot, Symphonie no 2 (1961)[2]

## Discographie
Constantin Silvestri a enregistré pour Electrecord, Supraphon, EMI et le label BBC Legends, où sont publiées des bandes de concerts à Bournemouth. Il laisse des enregistrements avec la Philharmonie de Berlin, l'Orchestre Philharmonia (Symphonie de Franck), Bournemouth (Shéhérazade), le Concertgebouw, l'Orchestre de la Société des concerts du Conservatoire (Debussy), de la Suisse romande et le Philharmonique de Vienne (Concerto de Beethoven avec Menuhin ; Rhapsodie roumaine n° 1 d'Enesco ; cinquième de Chostakovitch).